# Mirtha Guianze
Mirtha Alcira Guianze Rodríguez (José Batlle y Ordóñez, Lavalleja, 7 de enero de 1945) es una abogada y fiscal uruguaya, que se ha desempeñado como Fiscal General de Corte y presidenta de la Institución Nacional de Derechos Humanos.

## Biografía
Nació en José Batlle y Ordóñez, departamento de Lavalleja, el 7 de enero de 1945. Hija de Alcira Rodríguez y Julio Guianze. Tiene tres hijos llamados María Eugenia, Ramón y Sofía. Tiene cinco nietos.
En 1975 se graduó como Doctora en Derecho y Ciencias Sociales. Realizó estudios de posgrado en Criminología en la Universidad de la República (UDELAR Uruguay), culminando en 1986. Es Instructora Certificada en materia de Prevención y Combate al Lavado de Activos y Financiamiento por la Comisión Interamericana para el Control del Abuso de Drogas (CICAD) de la Organización de Estados Americanos (OEA).
Fue invitada como expositora en seminarios, conferencias y talleres nacionales e internacionales. Ha recibido premios nacionales por su labor.

## Cargos públicos

### Fiscalías
Se ha desempeñado como Secretaria del Ministerio Público y Fiscal; siendo también Fiscal Letrada en varios departamentos y localidades de Uruguay, entre ellos la Fiscalía Letrada de Dolores, la Fiscalía Letrada Departamental de Paysandú de 2º Turno; la Fiscalía Letrada de Las Piedras; Fiscalía Letrada Nacional en lo Civil de 10º Turno; entre 1997 y 2012 integró la Fiscalía Letrada Nacional en lo Penal de 2° Turno.

### Encargada de la Fiscalía de Corte
En octubre de 2006, encontrándose vacante la Fiscalía de Corte y Procuraduría General de la Nación tras la renuncia de Oscar Peri Valdez, el gobierno de Tabaré Vázquez propuso a Guianze para sustituirlo.
Llegó a concurrir a la Comisión del Parlamento que estudiaba su candidatura,pero en setiembre de 2006 el Partido Nacional definió no acompañar la venia para su designación, por lo que se tornó claro que no contaría con la mayoría necesaria para ser aprobada.
En dicho contexto, al cesar en su cargo Elida Fajardo que ocupaba interinamente la Fiscalía de Corte, el gobierno resolvió encargar la misma, también transitoriamente, a Guianze.
La decisión suscitó duras críticas por parte de la oposición,motivando incluso una interpelación al ministro de Educación y Cultura Jorge Brovetto,por recaer en quien no contaba con respaldo parlamentario para ser titular del cargo y por apartarse de los precedentes en los que se designaba al fiscal civil más antiguo, como había ocurrido con sus antecesores Marcelo Brovia y la propia Fajardo. 
Guianze ejerció como encargada de la Fiscalía de Corte durante cinco meses,  hasta que en marzo de 2007 Rafael Ubiría obtuvo el respaldo para ser nombrado como nuevo titular del puesto, retornando Guianze a su función como Fiscal Letrada en lo Penal.

### Asesorías
Fue asesora del Directorio e integrante del grupo interdisciplinario para el trabajo con adolescentes infractores en el ex Consejo del Niño. Actuó como representante del Ministerio Público ante el Centro de Capacitación en Prevención del Lavado de Activos (CECPLA). Se desempeñó como representante del Ministerio Público, en varios juicios por crímenes de lesa humanidad cometidos durante la última dictadura cívico-militar por agentes del Estado, civiles y militares.

### Presidencias
Presidió de la Asociación de Fiscales del Uruguay y en 2014 fue designada como presidenta de la Institución Nacional de Derechos Humanos y Defensoría del Pueblo  propuesta por distintas organizaciones de la sociedad civil como: 
- La asociación civil Crysol;
- Las organizaciones civiles: CNS Mujeres por Democracia, Equidad y Ciudadanía, Red Canarias en Movimiento, Cotidiano Mujer, Mujer Ahora, Comité para América Latina y el Caribe de Defensa de los Derechos de la Mujer (CLADEM), Infancia, Adolescencia y Ciudadanía (IACI), Ciudadanas en Red (CIRE), Servicio de Paz y Justicia (SERPAJ) Uruguay, Madres y Familiares de Uruguayos Detenidos Desaparecidos, Mesa Permanente contra la Impunidad, Movimiento Educadores por la Paz, Red de Amigos de Luis Pérez Aguirre, Observatorio Mercosur de Derechos Humanos;
- Y por el PIT-CNT;

para ser designada como integrante del Consejo Directivo de la Institución Nacional de Derechos Humanos y Defensoría del Pueblo.